# Виноделие в Тасмании

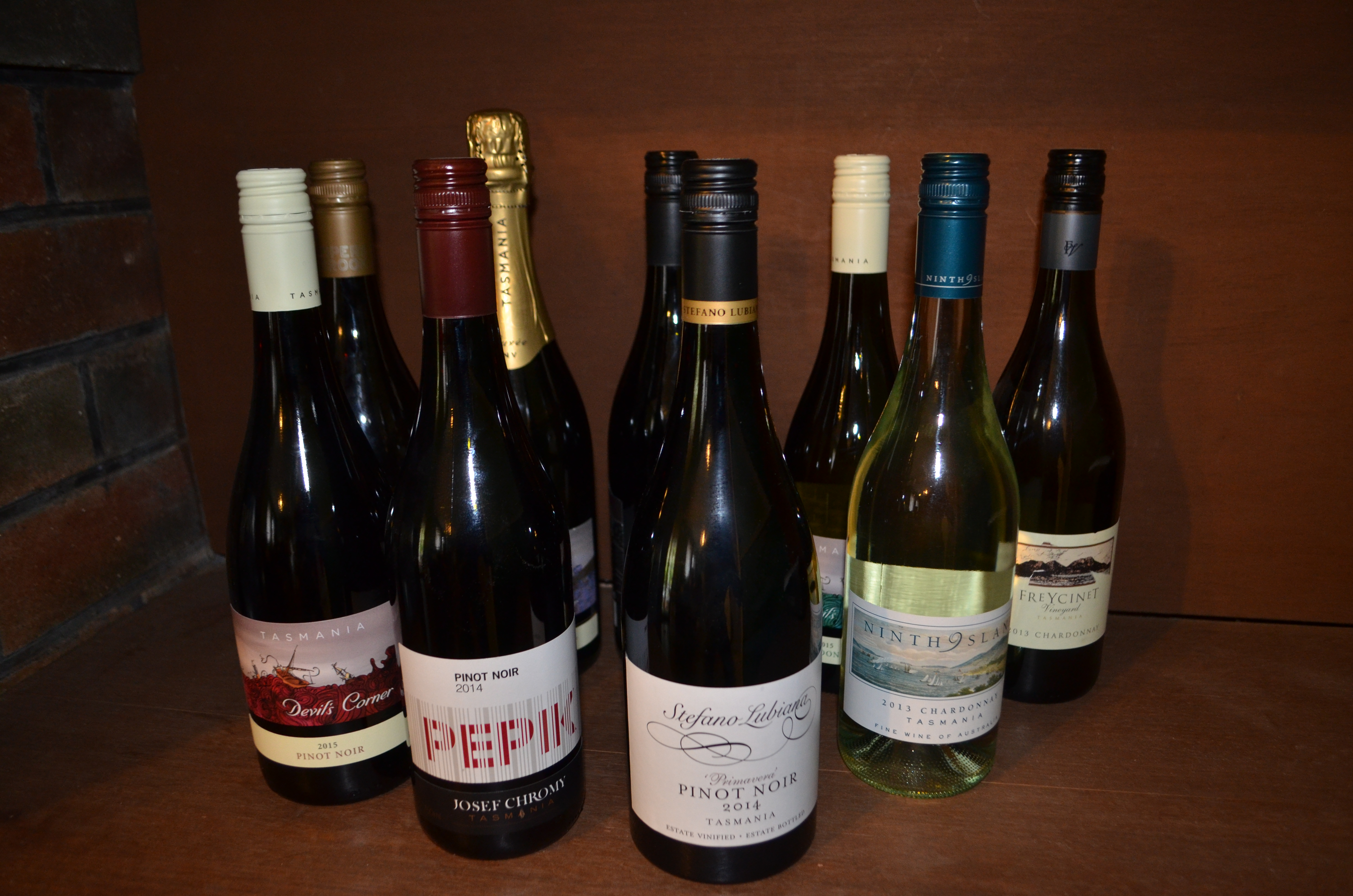
Бутылки тасманийского вина

Тасманийские вина — это австралийские вина, произведенные в штате Тасмания. Этот остров, расположенный южнее остальных винодельческих регионов Австралии, имеет более прохладный климат и подходит для выращивания отличных от остальной части страны сортов винограда. В штате произрастают в основном Пино-нуар, Шардоне и Совиньон-блан, а также в меньших количествах выращивается Рислинг, Пино-гри и Каберне-совиньон. Глобальное потепление оказало положительное влияние на винодельческую отрасль Тасмании, так как большинство сортов винограда вызревает полностью, что позволяет создавать более яркие вина.

## История

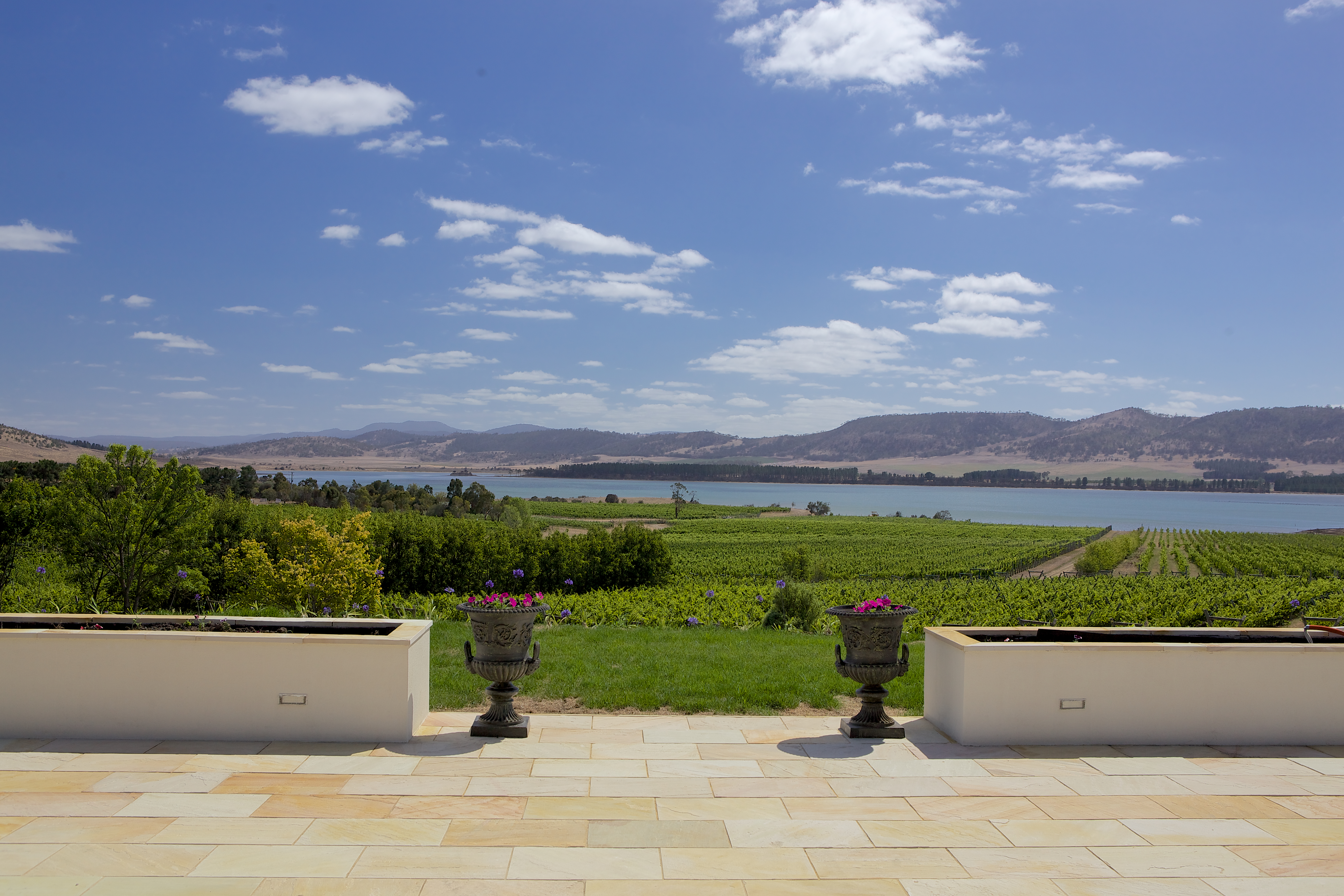
Винодельческая усадьба Riversdale

Тасмания была одним из первых регионов Австралии, засаженным виноградными лозами, и даже стала источником черенков для первых виноградников в Виктории и Южной Австралии. Штат стал родиной одних из самых ранних вин, привлекших внимание за пределами графства. Впервые виноградная лоза была посажена в Тасмании в 1788 году Уильямом Блайем, который 30 августа сделал запись в своем судовом журнале о посадке различных фруктовых саженцев, в том числе и виноградной лозы. Когда в 1792 году Блай вернулся в Тасманию, он обнаружил, что из всех посаженных растений прижилась только одна яблоня.
В 1795 году Филип Шаффер, выходец из Германии, изготовил первое тасманийское вино. В это же время в Тасманию прибыли французские виноделы, чьи труды не увенчались успехом. В 1804 году губернатор Кинг писал лорду Хобарту, министру колоний, что приехавшие французы не разбираются в виноделии, и что вино так плохо, что губернатор отказывается посылать его в Англию.
К 1820 м годам удалось наладить выращивание винограда и производства вина. Бартоломью Бротон стал первым коммерческим виноделом Тасмании и в 1827 году продавал вино урожая 1823 года. К концу 20х годов 19 века виноделие так распространилось по региону, что черенки с тасманийских виноградников использовались для создания виноградников в Виктории и Южной Австралии, в том числе в Рейнелле в 1838 году. Тасманийские вина выставлялись на выставке в Париже в 1848 году.

## Климат и география

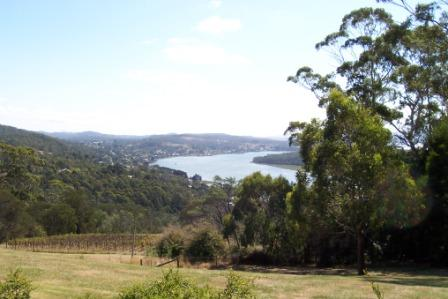
Долина реки Теймар

На большей части Тасмании царит умеренный морской климат, отмеченный сильными ветрами со стороны Индийского океана, Бассова пролива и Тасманова моря. Для защиты виноградной лозы по периметру виноградников выставляют экраны. Мягкая весна, теплые зимы и умеренные осени с легким понижением температуры ночью позволяют винограду медленно созревать на лозе, что приводит к максимальному развитию сортового вкуса. Это достигается без потери необходимой естественной кислотности, которая придает вину свежесть и баланс.

## Регионы
Большинство виноградников Тасмании расположены недалеко от городов Лонсестон и Хобарт. Большая часть территории штата хорошо подходит для производства сухих белых вин, но более теплые долины реки Кол и полуостров Фрейсине выделяются своими красными винами.

## Вина

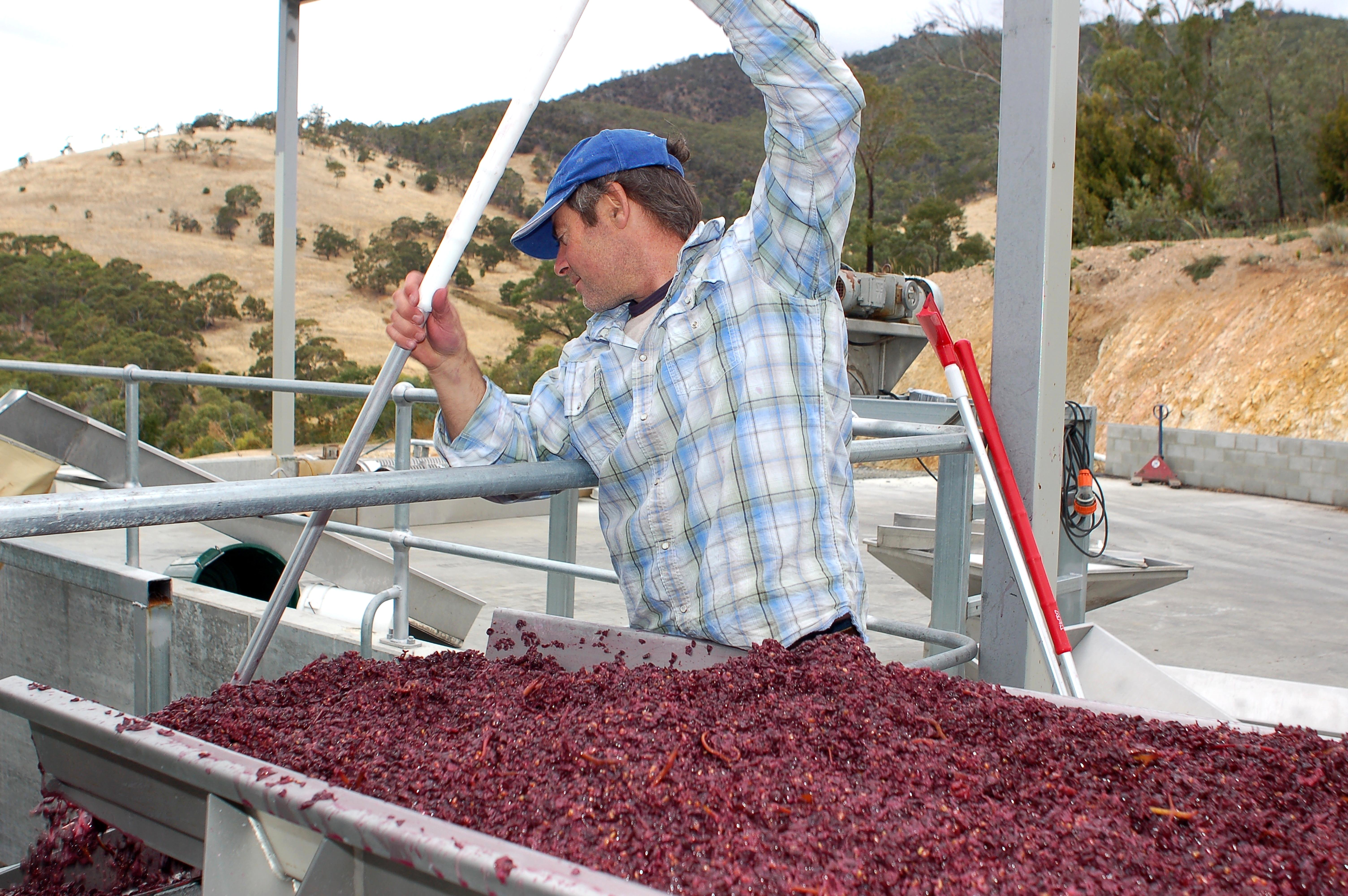
Перемещение муста Пино Нуар из дробилки в бродильный чан

Тасмания известна своим Пино-нуар, Шардоне, Рислингом и игристыми винами. В некоторых частях штата условия выращивания благоприятны для позднеспелых сортов, таких как Шираз, Каберне-совиньон и даже Зинфандель.
Прохладный климат региона отлично подходит для производства игристых вин. Многие австралийские материковые производители вина виноградниками на острове для производства сырья, которое позже перерабатывается на материке. Даже некоторые французские производители шампанского (включая Moët et Chandon) используют тасманийский виноград для производства австралийских игристых вин. Тасманийские рислинги больше напоминают мозельский рислинг, чем австралийский материковый.